# بروس ابوت
بروس ابوت (انگلیسی: Bruce Abbott؛ زادهٔ ۲۸ ژوئیهٔ ۱۹۵۴) هنرپیشه اهل ایالات متحده آمریکا است. او از سال ۱۹۸۲ میلادی تاکنون مشغول فعالیت بوده است.
ابوت قبلاً شوهر لیندا همیلتون بازیگر آمریکایی بود.
او در فیلم برچسب: بازی ترور و اینترزون بازی کرده است.